# Gunter Gross-Selbeck
Gunter Gross-Selbeck (* 20. Mai 1939 in Kiel) ist ein deutscher Neuropädiater und Epileptologe.

## Leben
Gross-Selbeck wuchs in Kiel auf und studierte in Freiburg, Wien und zuletzt in Kiel (Promotion 1966). Seine Medizinalassistentenzeit verbrachte er 1967 und 1968 in Kiel und Bielefeld. Danach war er von 1969 bis 1978 im Rahmen seiner Facharztweiterbildung zunächst Assistenz- und später Oberarzt an der Klinik für Neuropädiatrie an der Universitätskinderklinik Kiel (bei Hermann Doose). Nach seiner Habilitation 1978 mit „Untersuchungen zur Persönlichkeitsstruktur von Kindern und Jugendlichen mit elektroenzephalographisch nachweisbarer Photosensibilität“ wurde er Privatdozent und stellvertretender Direktor der Klinik.
Von 1979 bis 2004 war er Chefarzt des Kinderneurologischen Zentrums der Stadt Düsseldorf am Krankenhaus Gerresheim. 1984 erfolgte seine Ernennung zum außerordentlichen Professor an der Universität Düsseldorf.
Gross-Selbeck war u. a. von 1995 bis 1996 Präsident der (Deutsch-Österreich-Schweizerischen) Gesellschaft für Neuropädiatrie und von 2001 bis 2003 Vorsitzender der Deutschen Sektion der ILAE (seit 2004: Deutsche Gesellschaft für Epileptologie [DGfE]).

## Werk
In seiner Düsseldorfer Zeit war er u. a. einer der Mitbegründer der heute weithin etablierten Sozialpädiatrie. Er wies immer wieder darauf hin, dass Epilepsie nicht nur durch Anfälle, sondern auch durch begleitende (neuro-)psychologische und sozialmedizinische Aspekte definiert ist.
Seit seiner Pensionierung engagiert er sich zusammen mit seiner Frau Claudia (Physiotherapeutin) in mehreren Ländern vorwiegend der sogenannten „Dritten Welt“. Sie haben in Nepal eine neurologische Rehabilitationseinrichtung für Kinder und Jugendliche mit einer Ambulanz in Kathmandu und Außenstellen in zahlreichen Distrikten aufgebaut. Zusätzlich folgten mehrmonatige Tätigkeiten in der Mongolei, im Jemen und in China sowie in mehreren Waisenhäusern für behinderte Kinder und Jugendliche in Aserbaidschan. Dabei war ihnen die Ausbildung von Ärzten, Schwestern und Therapeuten vor Ort ebenso wichtig wie die Unterstützung beim Aufbau organisatorischer Strukturen mit dem Ziel nachhaltiger Selbstständigkeit der unterstützten Einrichtungen.

### Bücher
Gross-Selbeck ist (Ko-)Autor zahlreicher Beiträge in nationalen und internationalen Fachzeitschriften sowie von Buchbeiträgen. Daneben ist er (Ko-)Autor und (Mit-)Herausgeber von 12 Büchern:
1. Doose H, Gross-Selbeck G, Hrsg. Epilepsie 1978. Epilepsiebedingte Hirnschäden – Psychogene Anfälle – Audiovisuelle Anfallsanalyse. Jahrestagung der Deutschen Sektion der Internationalen Liga gegen Epilepsie, Kiel, Mai 1978. Stuttgart, G. Thieme 1979
2. Doose H, Dam M, Gross-Selbeck G, Meinardi H, Hrsg. Epilepsie 1979. Ehe, Schwangerschaft, Geburt, genetische Beratung. Tagung der Deutschen, Dänischen, Holländischen und Schweizerischen Sektionen der Internationalen Liga gegen Epilepsie. Regionaler Kongreß von Epilepsie International, Kiel, Mai 1979. Stuttgart – New York, G. Thieme 1980; englische Ausgabe: Gross-Selbeck G, Doose H, eds. Epilepsy – Problems of Marriage, Pregnancy, Genetic Counceling. Stuttgart – New York / New York, G. Thieme / Thieme-Stratton 1981
3. Gross-Selbeck G, Hrsg. Das anfallskranke Kind. Hamburg, edition m + p Dr. W. Rudat & Co 1982
4. Gross-Selbeck G, Hrsg. Das anfallskranke Kind. Band 3. Behandlung kindlicher Epilepsien und Nebenwirkungen antiepileptischer Therapie. Edition m + p Dr. Werner Rudat 1984
5. Gross-Selbeck G, Hrsg. Das anfallskranke Kind, Band 4. Differentialdiagnose cerebraler Anfälle. Hamburg, edition m + p Dr. W. Rudat & Co 1986
6. Gross-Selbeck G, Hrsg. Das anfallskranke Kind, Band 6. Fortschritte und Probleme in der Epilepsietherapie. Hamburg, edition m + p Dr. W. Rudat & Co 1989
7. Gross-Selbeck G, Hrsg. Das anfallskranke Kind, Band 7. Klinik und Therapie der Epilepsien im Kindesalter. Hamburg, edition m + p Dr. W. Rudat & Co 1991
8. Gross-Selbeck G, Hrsg. Das anfallskranke Kind, Band 8. Die sogenannten benignen Partialepilepsien im Kindesalter. Hamburg, medicin + pharmazie Dr. W. Rudat & Co 1993
9. Besser R, Gross-Selbeck G, Boenigk HE, Hrsg. Epilepsiesyndrome – Therapiestrategien. Stuttgart – New York, G. Thieme 1993; letzte Auflage: Besser R, Gross-Selbeck G, Hrsg. Epilepsiesyndrome – Therapiestrategien. Leitfaden für Klinik und Praxis. 3., neu bearbeitete Auflage. Stuttgart – New York, G. Thieme 2003
10. Gross-Selbeck G, Hrsg. Das anfallskranke Kind, Band 10. Frühkindliche Anfälle und Epilepsie-Syndrome. Hamburg, medicin + pharmazie Dr. W. Rudat & Co 1995
11. Gross-Selbeck G, Hrsg. Aktuelle Neuropädiatrie 1995. Reorganisations- und Kompensationsmechanismen – Metabolische Erkrankungen und dystrophische Krankheitsprozesse – Entwicklung und Entwicklungsstörungen – Epilepsien – Neuromuskuläre, Gefäß- und entzündliche Erkrankungen. 21. Jahrestagung der Gesellschaft für Neuropädiatrie, Düsseldorf, Oktober 1995. Wehr, Ciba-Geigy 1996
12. Gross-Selbeck G, Hrsg. Das anfallskranke Kind, Band 11. Schwierige Fragen in der Behandlung anfallskranker Kinder. Hamburg, medicin + pharmacie Dr. W. Rudat & Co 1999

## Auszeichnungen
- 2004: Ehrenmitglied der (Deutsch-Österreichisch-Schweizerischen) Gesellschaft für Neuropädiatrie
- 2013: Ehrenmitgliedschaft der DGfE
- 2014: (ebenso wie seine Ehefrau Claudia) mit dem Bundesverdienstkreuz am Bande